# Rémy Cogghe

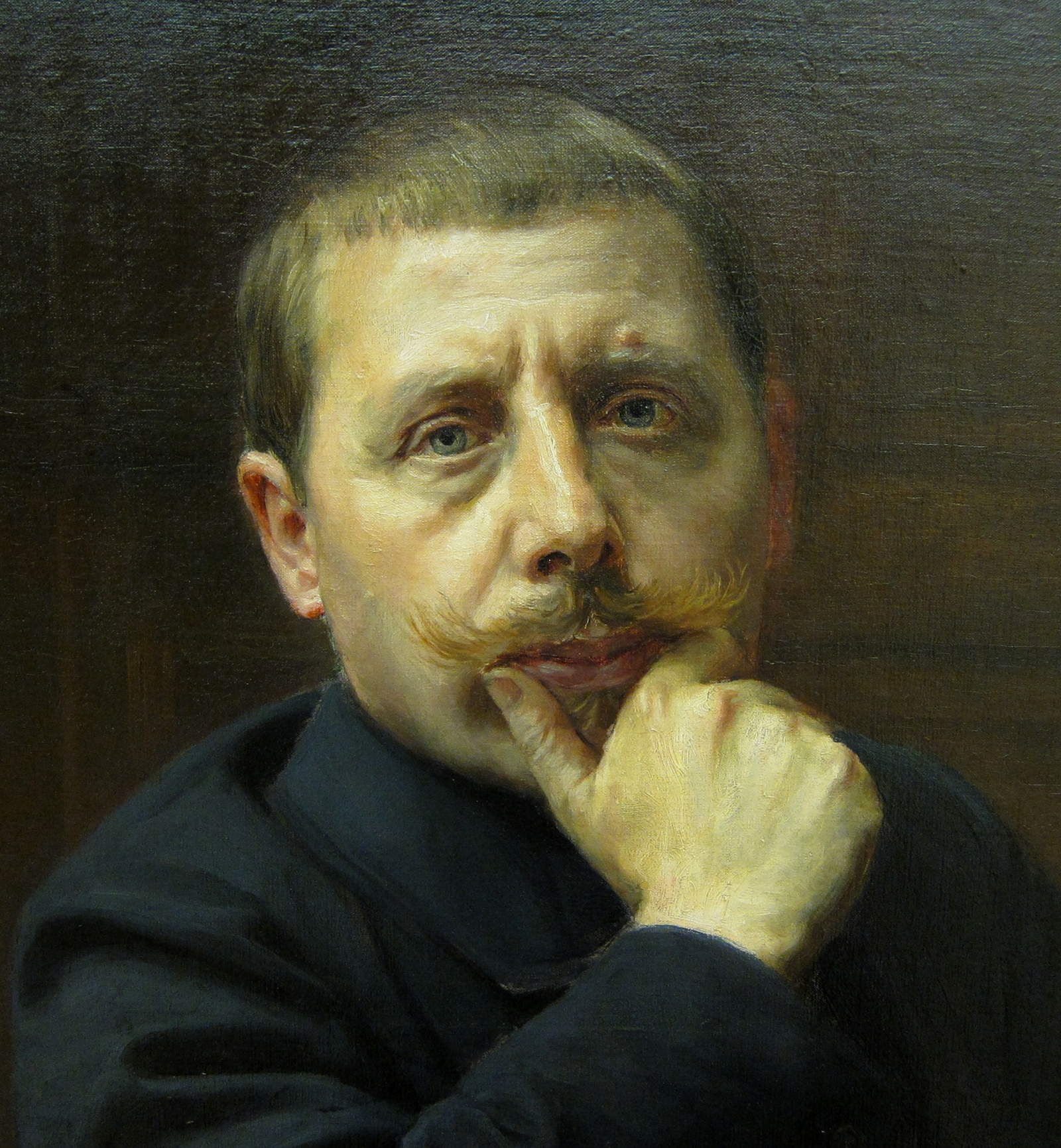
Selbstporträt

Rémy Cogghe, gelegentlich Rémi Coghe (* 31. Oktober 1854 in Mouscron, Provinz Hennegau; † 2. April 1935 in Roubaix, Département Nord) war ein belgischer Maler.

## Leben und Wirken
Cogghe verbrachte seine Kindheit in Mouscron. Nach dem Krieg von 1866 kam er zusammen mit seiner Familie nach Roubaix, da sein Vater dort in einer Spinnerei einen neuen Arbeitsplatz fand.
Seinen ersten künstlerischen Unterricht erhielt Cogghe an der École Académique von Roubaix. Mit der Unterstützung seiner Lehrer, kam er 1876 nach Paris und wurde dort Schüler an der École des Beaux-Arts. Nach eigenem Bekunden war sein wichtigster Lehrer dort Alexandre Cabanel.
Zwischen 1880 und 1885 war Cogghe nahezu ausschließlich auf Reisen. Er unternahm ausgedehnte Reisen nach und durch Italien, Spanien, Algerien und Tunesien mit längeren Aufenthalten u. a. in Rom, Neapel, Madrid, Toledo, Algier und Tunis.
1885 kehrte er nach Roubaix zurück und ließ sich 1893/94 dort in der Rue des Fleurs vom Architekten Paul Destombes ein Haus mit einem großen Atelier errichten. Zwischen 1879 und 1929 nahm er regelmäßig an den jährlich stattfindenden Ausstellungen der Société des Artistes Français in Paris teil.
Rémy Cogghe starb am 2. April 1935 in Roubaix und fand seine letzte Ruhestätte auf dem Cimetière de Roubaix.

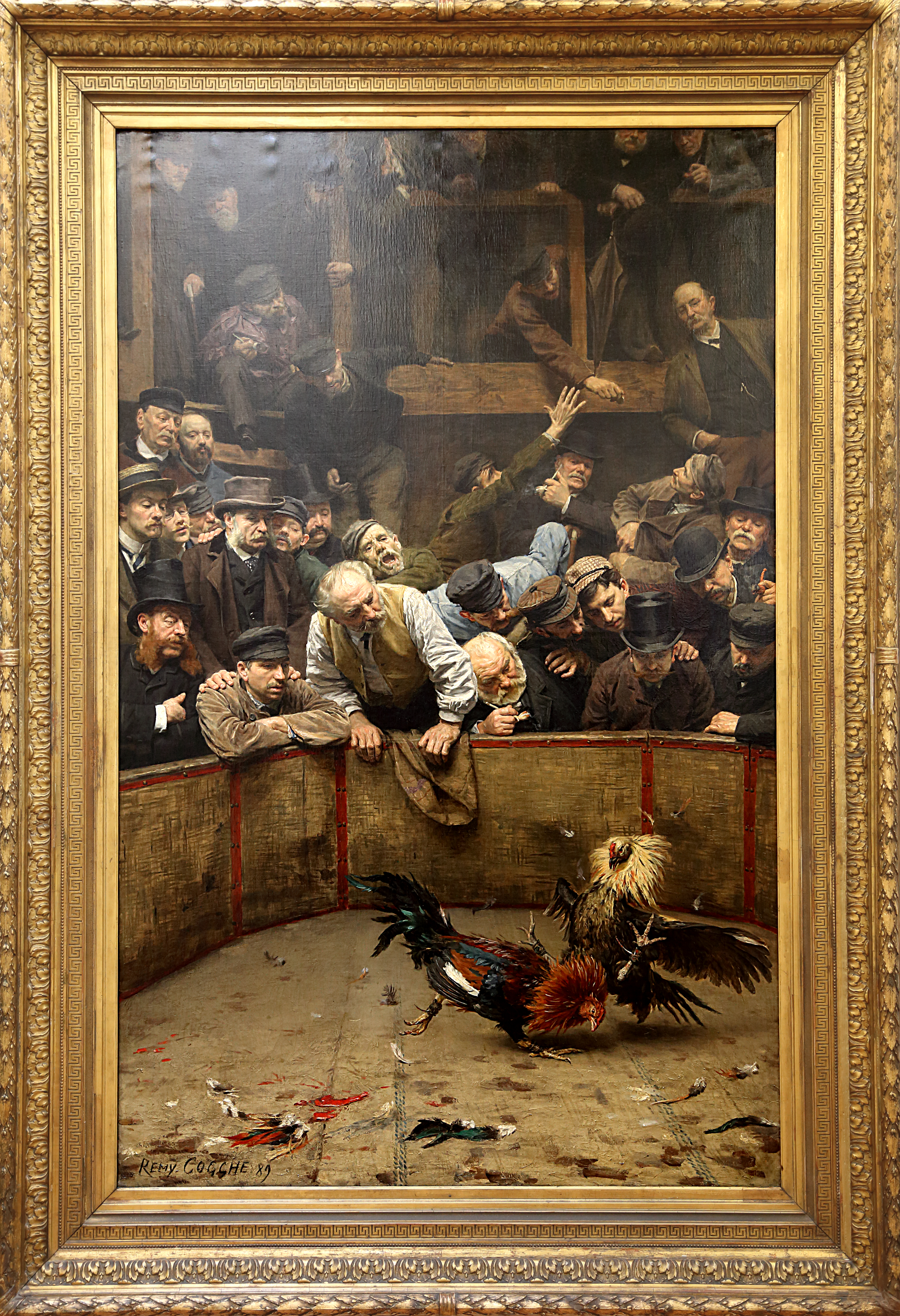
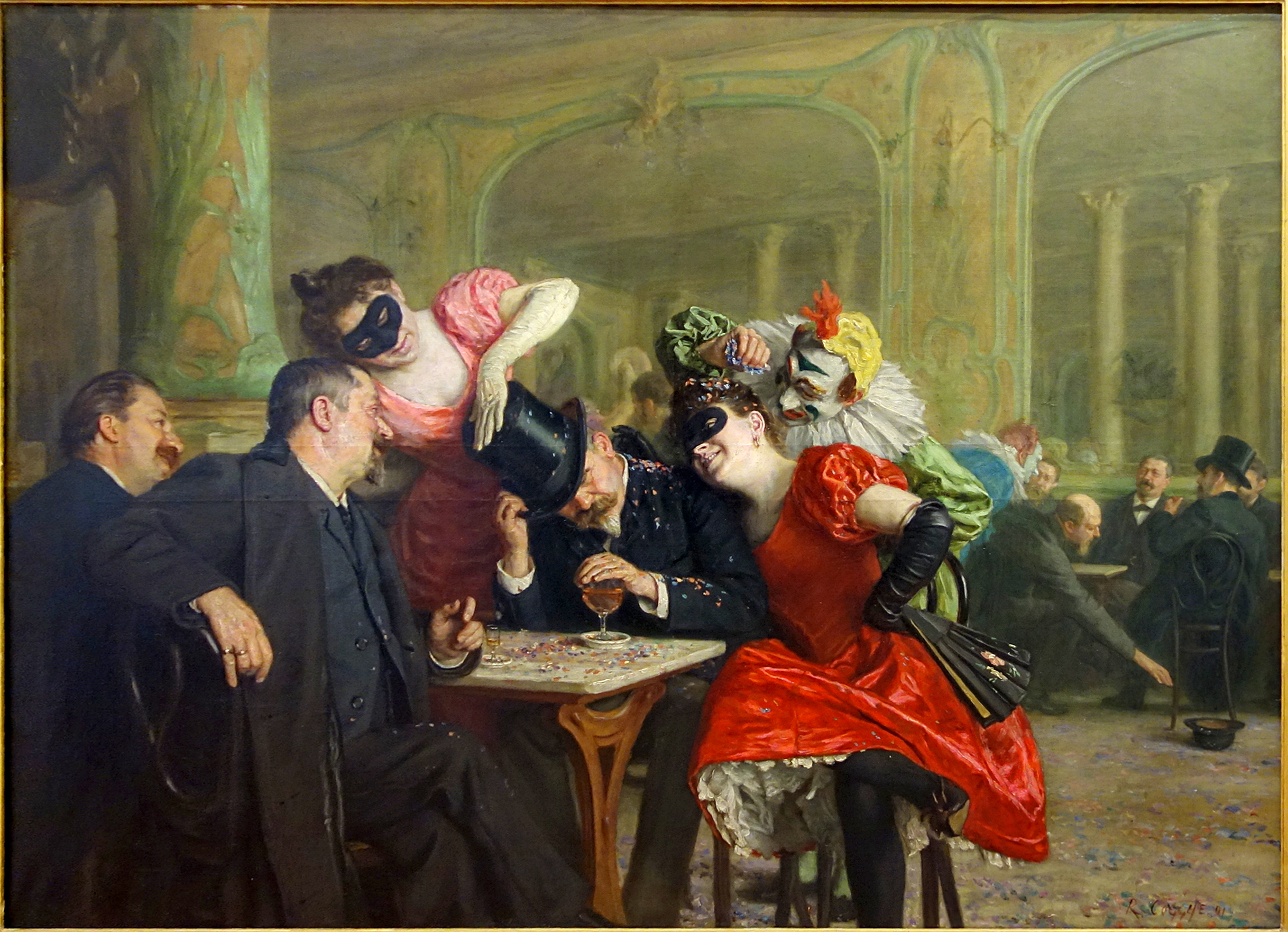
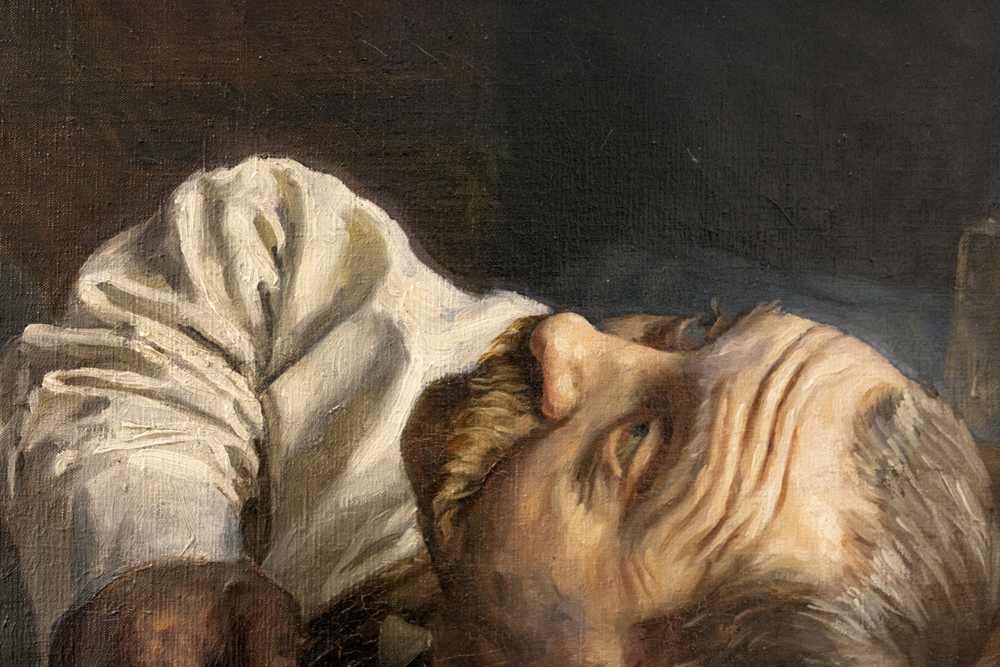
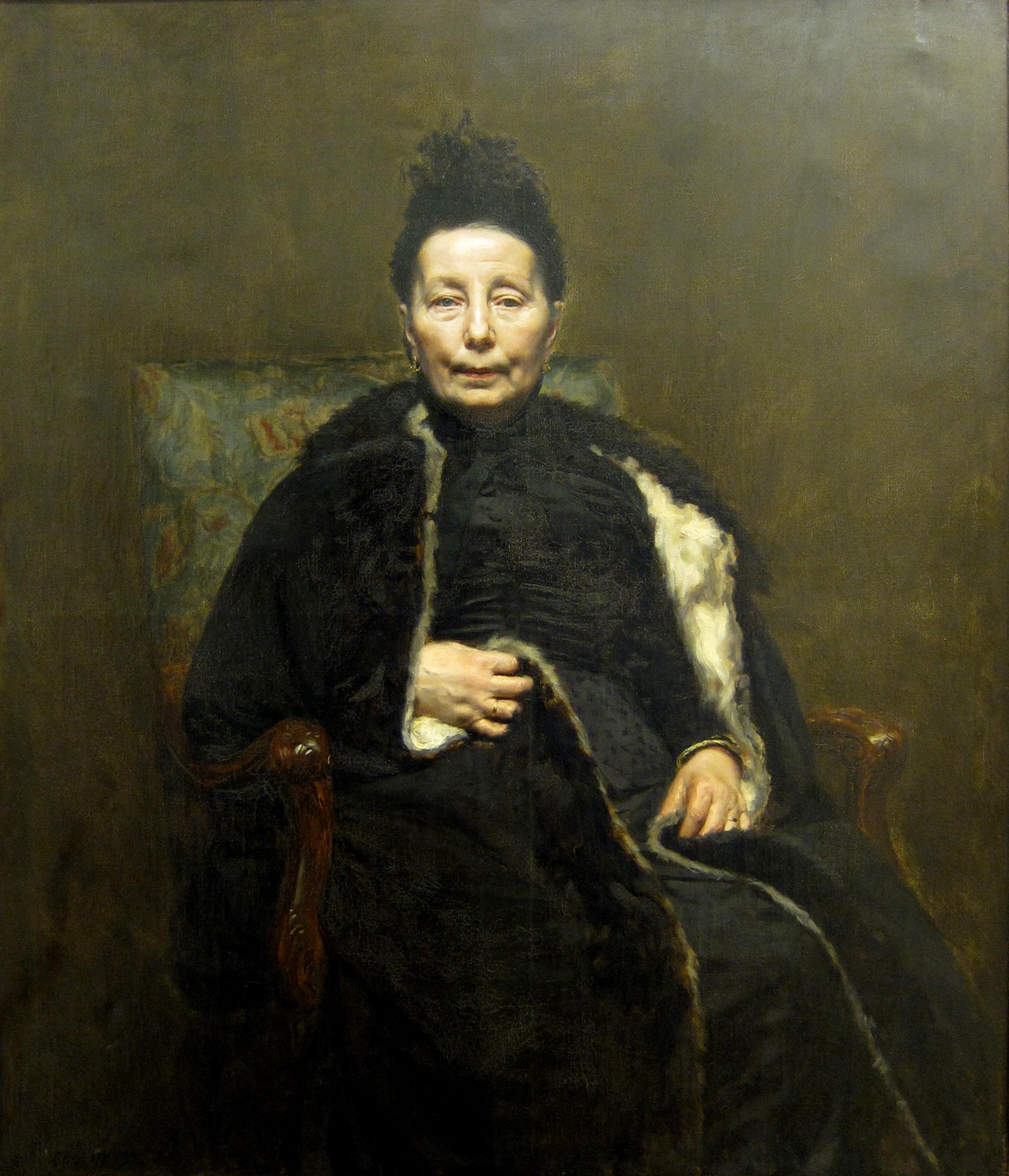

## Ehrungen
- Prix de Rome der Koninklijke Academie voor Schone Kunsten Antwerpen
- Die Rue Rémy Cogghe in Roubaix ist nach ihm benannt

## Werke (Auswahl)
- Aduatiques vendus à l'encan. 1879.
- Combats de coqs en Flandres. 1889.
- Portrait de Mme Cogghe, mère de l'artiste. 1892.
- Madame reçoit. 1908.